# Stamnodes passerinaria
Stamnodes passerinaria är en fjärilsart som beskrevs av Herrich-Schäffer 1856. Stamnodes passerinaria ingår i släktet Stamnodes och familjen mätare. Inga underarter finns listade i Catalogue of Life.